# Col de la Pierre Saint-Martin
De Col de la Pierre Saint-Martin is een 1.760 meter hoge bergpas in de Pyreneeën.
De col is gelegen in het departement van de Pyrénées-Atlantiques in de gemeente Arette op de grens met het Spaanse Isaba.
Op een kleine 4 kilometer van de Col ligt de historische ingang van het complex grottensysteem van de Pierre Saint Martin. De Puits Lepineux werd in 1950 ontdekt door Lepineux en Laberie. De expeditie van 1951 gaf aanleiding tot het ontdekken van de tot dan toe diepste grot ter wereld.

## Wielrennen
De Col is in 2007 in de Ronde van Frankrijk beklommen. In 2015 volgde hier ook een aankomst. Als eerste op de top:
- 2007:  Mauricio Soler
- 2015:  Chris Froome